# Tanque Imhoff
El tanque Imhoff es  un tipo de tanque de doble función -recepción y procesamiento- para aguas residuales. Pueden verse tanques Imhoff en muchas formas, rectangulares y hasta circulares, pero siempre disponen de una cámara o cámaras superiores por las que pasan las aguas negras en su período de sedimentación, además de otra cámara inferior donde la materia recibida por gravedad permanece en condiciones tranquilas para su digestión anaeróbica. De la forma del tanque se obtienen varias ventajas:
1. los sólidos sedimentables alcanzan la cámara inferior en menor tiempo;
2. la forma de la ranura y de las paredes inclinadas que tiene la cámara acanalada de sedimentación, fuerza a los gases de la digestión a tomar un camino hacia arriba que no perturba la acción sedimentadora.

Es así denominado en honor del ingeniero alemán especializado en aguas Karl Imhoff (1876 – 1965). Alrededor de 1925, la digestión separada con calefacción ya había demostrado ser conveniente y económica, y en la actualidad ésta se emplea en todas las grandes plantas junto con tanques de sedimentación, con remoción continua de los lodos para la digestión. A pesar de esto, los tanques Imhoff todavía tienen su propio lugar en el tratamiento primario de las aguas negras, especialmente debido a su simplicidad de operación. En algunas situaciones locales, sólo esta ventaja puede pesar más que cualquier otra.

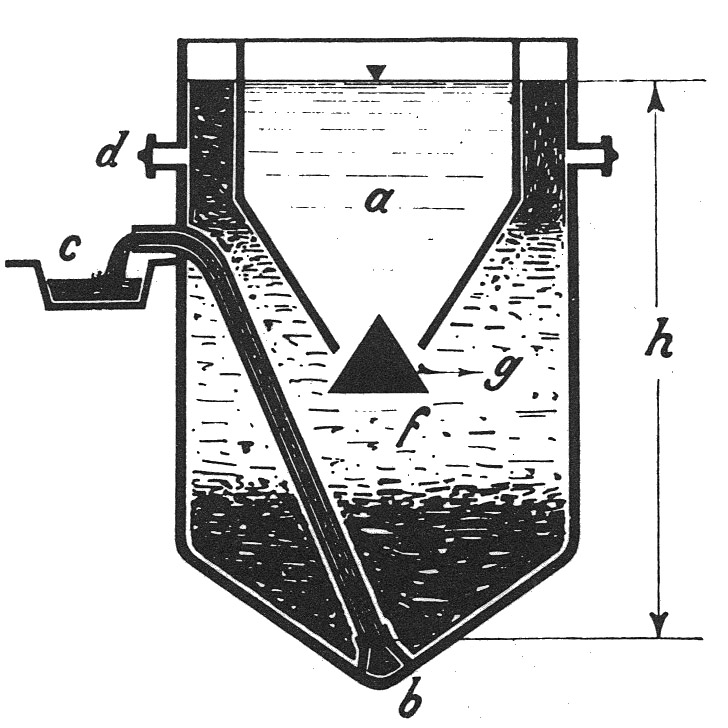
Corte lateral de un tanque Imhoff.

## Funcionamiento
El agua que llega por el alcantarillado entra en la cámara a (ver diagrama adjunto) los sólidos van descendiendo lentamente y llegan al espacio f. En el espacio f se producen reacciones anaerobias, es decir sin la intervención del oxígeno. Los fangos se depositan en la parte baja del espacio f donde permanecen unos treinta días, más o menos, o hasta que sean bien digeridos y son retirados periódicamente por medio del tubo inclinado b-c y llevados a las piletas de secado de lodos. El agua sale a través de las salidas d y pasan a la siguiente etapa del tratamiento.
Los gases provenientes de la digestión suben por unas ventosas de gas, debido a que las paredes solapadas impiden su paso a través de las cámaras de sedimentación.
Como todo dispositivo para un tratamiento primario, el tanque Imhoff puede ser una parte de una planta para el tratamiento completo, y en tal caso su comportamiento de digestión debe tener una capacidad tanto para los lodos secundarios como para los que recibirá de la sobrepuesta cámara de sedimentación.
El tanque Imhoff típico es de forma rectangular, aunque se pueden construir de forma circular  y se divide en tres compartimientos:
Cámara de sedimentación.
Cámara de digestión de lodos.
Área de ventilación y acumulación de natas.

## Procedimiento de operación

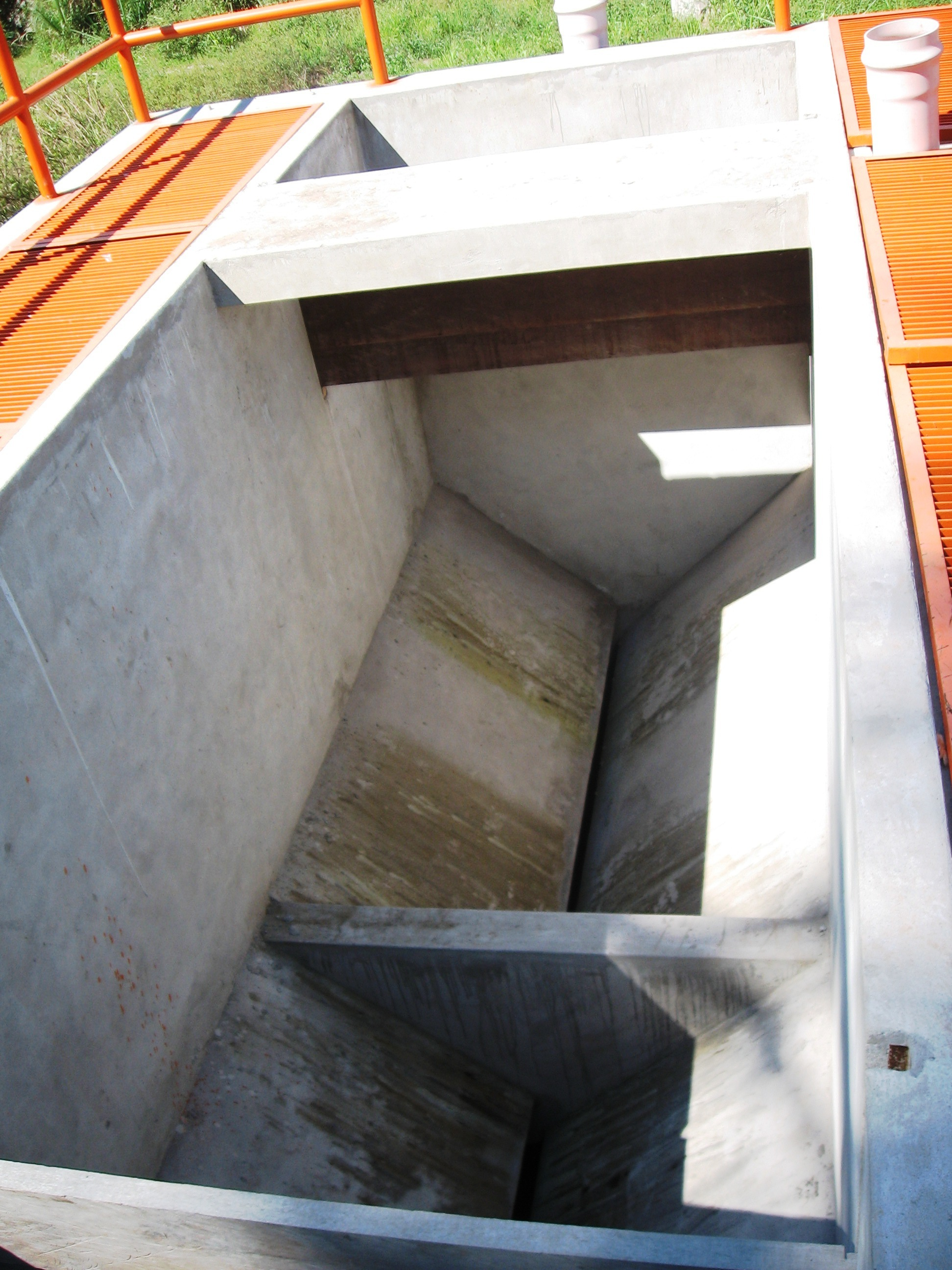
Un Tanque Imhoff vacía y en proceso de construcción en Perú.

Al entrar en funcionamiento, el tanque Imhoff debe cebarse para poner en marcha el proceso de digestión. Esto se hace utilizando lodos digeridos de otro tanque, o a falta de éstos, materia nutritiva, tal como unas cuantas paladas de abono o estiércol. Puede desarrollarse una espuma o nata excesiva, como resultado de condiciones ácidas, teniéndose que usar medios correctores, como adiciones de cal en poca cantidad, a fin de ajustar así el pH hasta el punto neutro. En su funcionamiento normal, un tanque Imhoff debe ser vigilado diariamente, aunque para hacerlo no exija mucho trabajo en su manejo ni muchas herramientas. Al subir los gases para salir por las ventilas, llevan algunos sólidos a la superficie, y pueden formar espuma o nata gruesa flotante. Los gases pueden levantar las masas sobrenadantes aun hasta rebosar las paredes, estorbando así el paso normal de ellos, haciendo que pasen hacia arriba a través de la ranura de las cámaras de sedimentación, se vuelven sépticos, a menos que sean removidos. Sin embargo, pueden prevenirse la mayoría de las dificultades o mal funcionamiento del tanque por medios sencillos. La espuma o nata se dispersa u obliga a bajar por medio de chorros de agua con manguera, y los sólidos de la cámara de sedimentación se obligan a bajar utilizando una cadena pesada, suelta, de rastreo. Hay que conocer el nivel de los lodos de cuando en cuando, para lo cual se usa un palo y placa o una bomba de mano con manguera, para mantener este nivel bajo control, sacando mensualmente los lodos digeridos, o cuando se requiera, para obtener buen resultado. Los lodos se descargan sobre lechos de arena para secarlos.

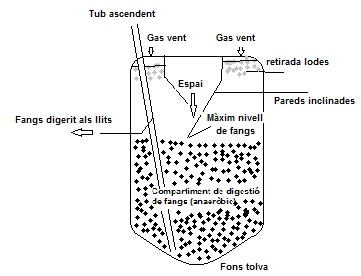
Un segundo esquema de las secciones de un Tanque Imhoff.

En igualdad de las demás condiciones, la misma profundidad y complejidad de un tanque Imhoff pueden jugar a veces en contra de su elección. Es obvio que la mayoría de los emplazamientos para las estaciones depuradoras han de estar en tierras bajas, o sea, cerca de un río o lago, que sería el cuerpo receptor para los efluentes. Por eso, deben tenerse presentes los problemas de diseño y de construcción que se plantean debidos a las presiones desequilibradas de las aguas freáticas, del encofrado y muchos otros factores.